# Marvin Wilson
Marvin Lee Wilson (* 5. Januar 1958 in Jefferson, Texas; † 7. August 2012 in Huntsville, Texas) war ein US-amerikanischer Mörder, der wegen seiner Tat durch die Giftspritze hingerichtet wurde. Seine Hinrichtung wurde weltweit und auch in den Vereinigten Staaten kritisiert, da er möglicherweise geistig behindert war. 

## Vorgeschichte
Wilson wuchs in ärmlichen Verhältnissen auf. Hinweise auf eine geistige Behinderung gab es bereits seit Beginn seiner Schulzeit, in der er durch schlechte Zensuren auffiel. Von seinen Mitschülern wurde er als „dumm“ und „zurückgeblieben“ verspottet. Laut Aussage seiner Schwester Kim Armstrong blieb Wilson auch als Erwachsener „außergewöhnlich kindlich“. Seinen Lebensunterhalt verdiente er sich mit Gelegenheitsarbeiten. Aus einer Partnerschaft mit seiner damaligen Lebensgefährtin stammt ein zum Zeitpunkt von Wilsons Hinrichtung bereits erwachsener Sohn.

## Tat, Prozess und Inhaftierung
Marvin Wilson war wegen der Ermordung eines Polizeiinformanten 1992 von einem texanischen Gericht zum Tode verurteilt worden. Im Prozess war der niedrige Intelligenzquotient (kurz: IQ) Wilsons diskutiert worden. Die Staatsanwaltschaft hatte im Prozess argumentiert, dass der Intelligenztest, bei dem der niedrige IQ festgestellt worden war, aus dem Jahr 2004 stamme und fehlerhaft gewesen sei. Andere Untersuchungen seitdem hätten erwiesen, dass Wilson nicht als geistig behindert einzustufen sei. Auch die Art und Weise, wie er früher als Drogenhändler agiert und wie er den Mord ausgeführt habe, deuteten auf Fähigkeiten hin, die die eines geistig behinderten Menschen übersteigen würden. 
Marvin Wilson wies in dem Test einen IQ von 61 Punkten auf. Allgemein gelten 70 Punkte als Schwelle zu  Intelligenzminderung.
Wilson saß 18 Jahre im Todestrakt.

## Exekution
Der Oberste Gerichtshof der Vereinigten Staaten hatte 2002 entschieden, dass geistig Behinderte nicht zum Tode verurteilt werden dürfen (Atkins v. Virginia). Allerdings überließ das Gericht damals die Definition von „geistiger Behinderung“ den einzelnen US-Bundesstaaten. Nach der in Texas geltenden Definition war Wilson nicht geistig behindert.
Einen letzten Vorstoß von Wilsons Anwälten zur Verhinderung der Hinrichtung wies der Oberste Gerichtshof am 7. August 2012 ab. Die Anwälte Marvin Wilsons hatten geltend gemacht, dass ihr Mandant lediglich einen Intelligenzquotienten von 61 habe und damit eindeutig als geistig zurückgeblieben anzusehen sei. Gegen die geplante Hinrichtung hatten Menschenrechtsorganisationen scharf protestiert.
Am Abend des 7. August 2012 wurde Marvin Wilson im Staatsgefängnis von Huntsville durch eine letale Injektion hingerichtet.